# مورلبوک ۱۰۹۷۵
سیارک ۱۰۹۷۵ (به انگلیسی: 10975 Schelderode، نامگذاری:2246T-2)۱۰۹۷۵مین سیارک کشف شده‌است که در ۲۹ سپتامبر ۱۹۷۳ کشف شد.